# Wormskonkordatet
Wormskonkordatet (Pactum Calixtinum), undertecknat i närheten av Worms den 23 september 1122, avslutade den långvariga investiturstriden och innebar en kompromiss mellan påven Calixtus II och kejsar Henrik V.
Konkordatet blev slutligen en kompromiss som påven i mångt och mycket kom att förlora på. I alla katolska stater skulle biskopen väljas på sedvanligt vis, förutom i Tyskland där kejsaren kom att få vetorätt angående tillsättningen av en biskop. Detta kom framförallt till uttryck genom investituren (efter vilken konflikten är namngiven) där biskopen fick motta sin ring och sin kräkla ur kungens (och inte förrättarens) hand.
Wormskonkordatet bekräftades av Calixtus II under Första Laterankonciliet 1123.
Anledningen till att påven gick med på konkordatet var förmodligen den tyska kejsarens otroliga makt, då konkordatet i sig ur såväl politiskt som ur kanon-rättsligt perspektiv är mycket tveksamt. Om en världslig ledare hade framställt detta anspråk idag (vilket till exempel kinesiska myndigheten gör över "Catholic Patriotic Association") skulle ipso facto alla som anslöt sig till det, bli exkommunicerade.